# Ottorino Giannantoni
Ottorino Giannantoni, italijanski general, * 1897, † 1979.